# 马尔勒韦尔
马尔勒韦尔（法語：Malrevers，法語發音：[malʁəvɛʁ]）是法国上卢瓦尔省的一个市镇，属于勒皮区。

## 地理
马尔勒韦尔（45°5'53"N, 3°57'58"E）面积14.09 平方千米，位于法国奥弗涅-罗讷-阿尔卑斯大区上盧瓦爾省，该省份为法国中南部省份，北起多姆山省和卢瓦尔省，西接康塔爾省，南至洛泽尔省，东临阿尔代什省。
与马尔勒韦尔接壤的市镇（或旧市镇、城区）包括：博略、布拉沃济、沙斯皮尼亚克、卢瓦尔河畔拉武特、罗西耶尔、圣艾蒂安-拉尔代罗勒。

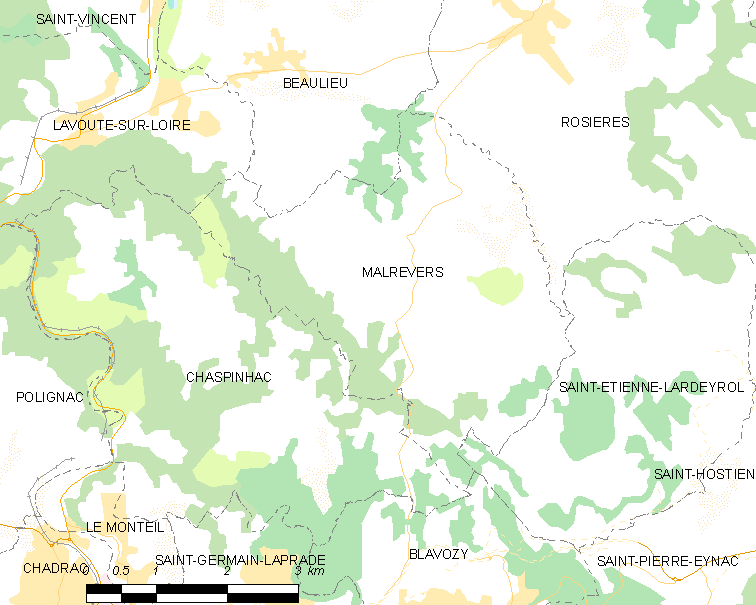
马尔勒韦尔的OSM定位图

马尔勒韦尔的时区为UTC+01:00、UTC+02:00（夏令时）。

## 行政
马尔勒韦尔的邮政编码为43800，INSEE市镇编码为43126。

## 政治
马尔勒韦尔所属的省级选区为昂布拉韦-梅加勒县。

## 人口

1962-2008年间马尔勒韦尔人口变化图示

马尔勒韦尔于2022年1月1日时的人口数量为756人。